# فراه (اوتار پرادش)
فراه (به انگلیسی: Farah) یک منطقهٔ مسکونی در هند است که در Mathura district واقع شده‌است. فراه ۸٬۱۹۹ نفر جمعیت دارد و ۱۷۲ متر بالاتر از سطح دریا واقع شده‌است.